# 秦都理
秦都理（はた の とり）は、飛鳥時代の人物。姓は忌寸。山城国葛野郡を本拠にした秦氏の首長とみられる。

## 概要
『秦氏本系帳』には鴨氏の人間が秦氏の聟になったとあり、これが秦都理のことであると考えられている。701年（大宝元年）に筑紫胸形（福岡県宗像大社）の祭神・市杵島姫命を日埼岑（松尾山山頂）から松尾に迎え、社殿（松尾大社）を創建した。
妹には秦知麻留女がいるが、都理は「川辺腹男」、知麻留女は「田口腹女」とされているため、異母兄弟であったと考えられる。